# Finnländischer Bahnhof

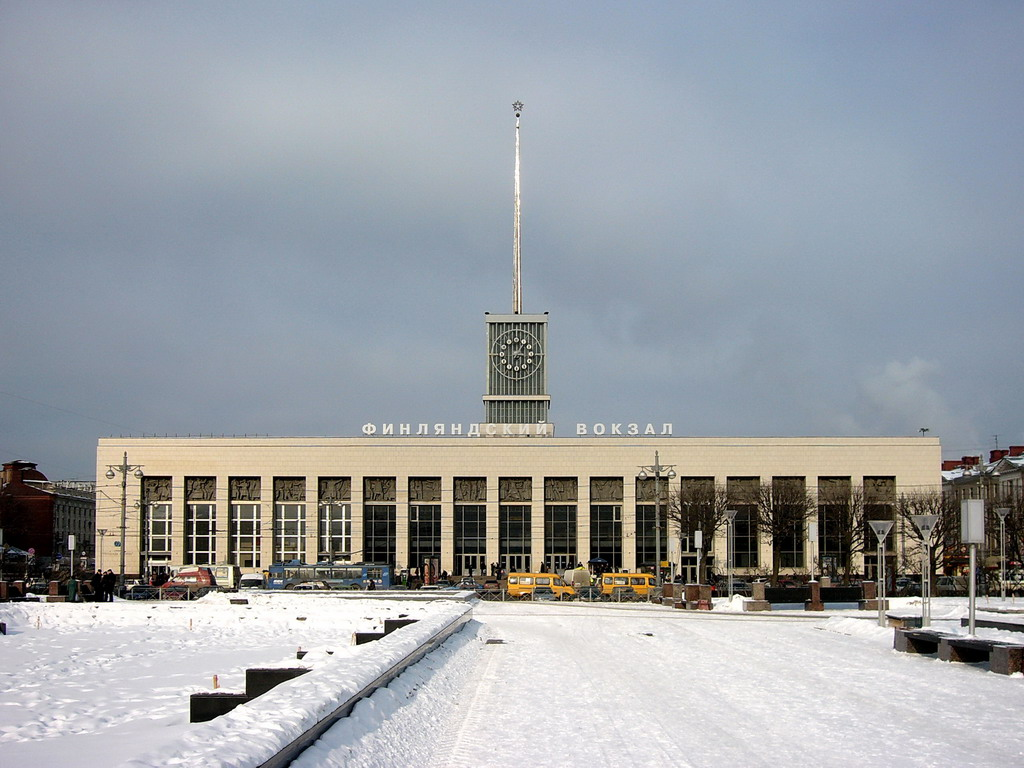
Das Bahnhofsgebäude

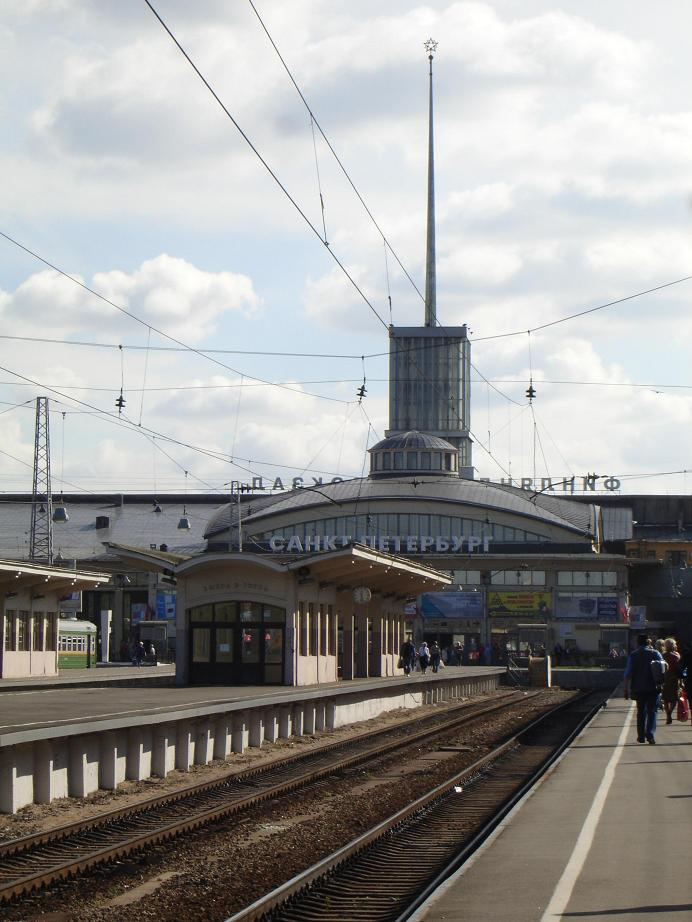
Die Bahnsteige

Der Finnländische Bahnhof (russisch Финляндский вокзал Finljandski wokzal, auch Finnischer Bahnhof) ist ein Kopfbahnhof und einer der fünf Sankt Petersburger Hauptbahnhöfe. Er befindet sich am Lenin-Platz (Площадь Ленина) nördlich des Zentrums der Stadt auf der Wyborger Seite und diente ursprünglich der Eisenbahnanbindung des damals russischen Fürstentums Finnland mit seiner Hauptstadt Helsingfors an die Hauptstadt des Russischen Reiches.

## Name

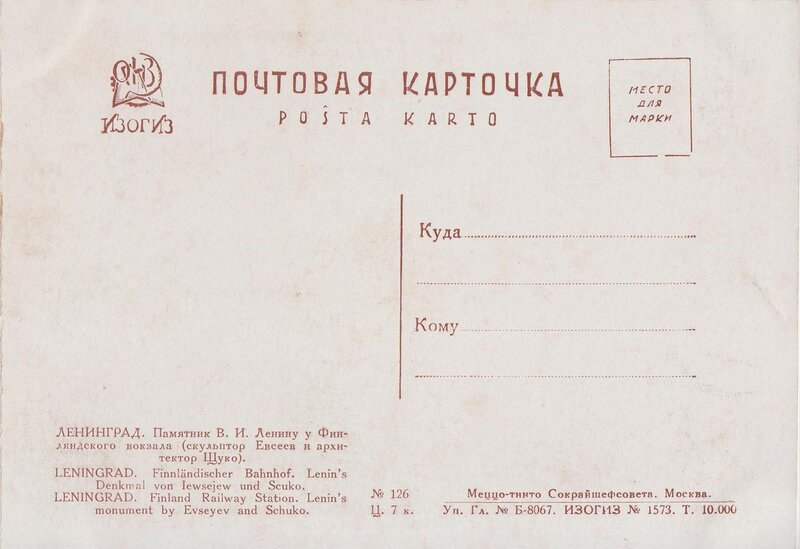
Die russischen, deutschen und englischen Namen des Bahnhofs auf einer sowjetischen Postkarte unbekannten Alters (nach 1930)

Der Finnländische Bahnhof entstand als die östliche Endstation der Bahnstrecke zwischen Riihimäki und Sankt Petersburg, die von der Finnländischen Staatsbahn (heute VR-Yhtymä) gebaut und betrieben wurde. Der Bahnhof bekam den schwedischen Namen Finländska bangården, das dem russischen Namen Finljandski woksal (mit dem Attribut finljandski in der Bedeutung „Finnland-“ oder (veraltet) „finnländisch“, d. h. auf das Land Finnland bezogen) entspricht. Der auf Deutsch ursprünglich gebrauchte Name war entsprechend Finnländischer Bahnhof (russisch finski und schwedisch finsk, die für den Bahnhof nicht verwendet werden, wären als Attribut nur auf die Sprache Finnisch bezogen). Auch wenn das Adjektiv finnländisch im Namen des Bahnhofs heute veraltet wirkt, war sein Gebrauch damals üblich. Bis heute wird der Bahnhof regelmäßig mit seinem richtigen Eigennamen in Tageszeitungen beschrieben. Auch deutschsprachige Reiseführer verwenden diesen Namen bis heute und ebenso offizielle russische Informationen über Sankt Petersburg. Siehe außerdem die Bücher des Osteuropakenners Karl Schlögel, in denen ausschließlich dieser Name verwendet wird. Der Stadtteil, in dem sich der Bahnhof befindet war früher ebenfalls als Finnländische Seite bekannt, später Wiburger Seite (heute Wyborger Seite). 
Daneben wird heute auch die Form Finnischer Bahnhof verwendet, die dem finnischen Namen Suomen asema entspricht, weil das Attribut suomen sowohl auf das Land als auch die Sprache bezogen verstanden werden kann und eine Entsprechung für finnländisch in der finnischen Sprache nicht existiert. Eine weitere Variante, d. h. Finnlandbahnhof, (auch Finnland-Bahnhof oder Finnland Bahnhof) ist eine Lehnübersetzung aus dem Englischen.

## Geschichte
Mit den Bauarbeiten der Eisenbahn nach Helsinki wurde 1862 begonnen, und sie wurden erst 1870 vollendet, weil sich die Ausführung als sehr schwierig erwies, da die Strecke durch große Waldgebiete, Sümpfe und Felsen führt. Erbaut wurde die Strecke von der Staatsbahn Finnlands (finnisch Valtionrautatiet, schwedisch Statsjärnvägarna), auch auf dem kurzen Abschnitt von der damaligen finnisch-russischen Grenze bis Sankt Petersburg einschließlich des Endbahnhofs. Aus dem Jahr 1870 stammt auch das erste Bahnhofsgebäude, das durch den Petersburger Architekten Peter Kupinski (Пётр Купинский) entworfen und in Stein ausgeführt wurde. Vorher gab es an dieser Stelle nur ein unscheinbares hölzernes Gebäude. Mit der Innenausstattung der Säle des neuen Gebäudes waren die finnischen Architekten V. Vestling und P. Degener beschäftigt. Der Bahnhof war eingeschossig, hatte keine architektonischen Verzierungen und war im Vergleich zu den anderen Petersburger Bahnhöfen eher bescheiden. Dem damaligen Zeitgeist entsprechend wurde er als unansehnlich bezeichnet. Selbst die Säle für die Zarenfamilie, die als einzige zweigeschossig waren, hatten ein spartanisches Aussehen. Die Räumlichkeiten für die Reisenden waren zwar klein, aber zweckmäßig eingerichtet.
Anfang des 20. Jahrhunderts wurden die Gleisanlagen der Finnischen Bahn umgebaut. Das Niveau der Gleise wurde bis zu fünf Meter über die Straßen gehoben, um eine Behinderung des Straßenverkehrs auszuschließen. Am 4.jul. / 17. April 1917greg. kehrte Lenin auf dem Finnländischen Bahnhof aus der Emigration (Schweiz, Deutschland) zurück. Bis 1920 gehörte der Bahnhof wie auch die Bahnstrecke zur Finnischen Staatsbahn, erst im Zuge des Friedens von Dorpat ging beides an Sowjetrussland über. Bis dahin war der Finnländische Bahnhof der größte Personenbahnhof der finnischen Staatsbahn. In Gedenken an die Fahrt Lenins wurde im Jahre 1926 auf dem Bahnhofsvorplatz ein Denkmal des Gründers der Sowjetunion errichtet, das von dem Bildhauer S. A. Jewsejew (С.А. Евсеев) und den Architekten W. A. Schtschuko (В.А. Щуко) und W. G. Helfreich (В.Г. Гельфрейх) entworfen worden war. 1957 erhielt die Stadt Leningrad die finnische Dampflokomotive Hk1 293, die Lenin für seine Flucht und Rückkehr aus Petrograd nutze, von Finnland als Geschenk. Sie wurde als Denkmallokomotive in einem Glaspavillon am Ausgang zu den Bahnsteigen aufgestellt.
Während der Leningrader Blockade (1941–1944) spielte der Finnländische Bahnhof eine besondere Rolle, weil alle anderen Bahnhöfe vom Hinterland abgeschnitten waren. Am 7. Februar 1943 kam hier der erste Zug mit Lebensmitteln an. Zum Gedenken wurden 1973 die Kilometersteine der 36 Kilometer langen Strecke zum Ladogasee auf dem Bahnhof aufgestellt. Die Versorgung der Stadt funktionierte nur im Winter über das Eis des Sees.
Nach dem Abriss des historischen Gebäudes wurde der Finnländische Bahnhof 1950 vollkommen neu erbaut. Von den Architekten P. A. Aschastin (П.А. Ашастин), N. W. Baranow (Н.В. Баранов) und J. N. Lukin (Я.Н. Лукин) sowie dem Ingenieur I. A. Rybin (И.А. Рыбин) wurde ein neues Gebäude entworfen, das zur Newa gewandt ist; darin ist die Metrostation Ploschtschad Lenina (Площадь Ленина) integriert. Im Innern des neuen Gebäudes wurden allegorische Reliefdarstellungen angebracht, die von Studenten der Kunsthochschule entworfen worden waren. 1960 war das neue Bahnhofsgebäude betriebsbereit.

## Gegenwart
Vom Finnländischen Bahnhof verkehren heute fast ausschließlich Vorortzüge in nördliche und nordwestliche Richtung (z. B. nach Wyborg). Fernzüge nach Helsinki (Allegro-Express) fuhren von Dezember 2010 bis zum 28. März 2022 teils von dort, teils vom neu entstandenen Ladoga-Bahnhof.
Nach dem Beginn des Russischen Überfalls auf die Ukraine schloss die EU den Luftraum für russische Flugzeuge. Der Allegro-Schnellzug als eines der letzten verbliebenen öffentlichen Verkehrsmittel zwischen Russland und der EU gewann dadurch extrem an Bedeutung; in den ersten zwei Wochen nach Beginn des Krieges waren die meisten der Züge voll besetzt. Anschließend ging die Nachfrage nach Tickets für den Allegro-Express deutlich zurück.